# Natalie Hangöbl
Natalie Hangöbl (* 8. November 1991 in Oberndorf bei Salzburg) ist eine österreichische Politikerin der Kommunistischen Partei Österreichs (KPÖ). Seit dem 14. Juni 2023 ist sie Abgeordnete zum Salzburger Landtag.

## Leben
Natalie Hangöbl besuchte nach der Volksschule in Moosdorf die Hauptschule in Eggelsberg in Oberösterreich und ab 2006 das Bundesoberstufenrealgymnasium (BORG) in Salzburg-Nonntal, wo sie 2010 maturierte. 2011 begann sie ein Studium an der Pädagogischen Hochschule Salzburg für die Fächer Deutsch und Geschichte, das sie 2014 als Bachelor of Education (BEd) abschloss. Ihre Bachelorarbeit schrieb sie zum Thema Populismus am Beispiel Heinz-Christian Strache.
2014 nahm sie eine Lehrtätigkeit in Liefering auf, 2015 wechselte sie an die Mittelschule Salzburg-Lehen.
Seit 2019 engagiert sie sich in der KPÖplus Salzburg, 2022 wurde sie Parteimitglied in der KPÖ. Am 14. Juni 2023 wurde sie in der konstituierenden Landtagssitzung der 17. Gesetzgebungsperiode als Abgeordnete zum Salzburger Landtag angelobt, wo sie stellvertretende Klubobfrau, Mitglied im Bildungs-, Sport- und Kulturausschuss, im Ausschuss für Europa, Integration und regionale Außenpolitik  sowie Vorsitzender-Stellvertreterin im Unvereinbarkeits- sowie Immunitäts- und Disziplinarausschuss wurde.
Ihre Arbeitsschwerpunkte sind Bildung, Schule, Betreuung, Bildungsgerechtigkeit, Bekämpfung von Kinderarmut, Frauen und Gleichberechtigung und Soziales.
Nach dem Wechsel von Kay-Michael Dankl nach der Bürgermeisterwahl in Salzburg 2024 in die Stadtregierung folgte ihm Hangöbl als Klubchefin der Salzburger KPÖ plus im Salzburger Landtag nach.